# Burețești, Argeș
Burețești este un sat în comuna Vedea din județul Argeș, Muntenia, România.